# Alvin Kamara
Pour les articles homonymes, voir Kamara.
(en) Statistiques sur pro-football-reference
Alvin Mentian Kamara, né le 25 juillet 1995 à Norcross, Géorgie, est un joueur américain de football américain évoluant au poste de running back. Il évolue actuellement avec les Saints de La Nouvelle-Orléans au sein de la National Football League (NFL).
Après avoir joué au niveau universitaire pour les Volunteers du Tennessee, il est sélectionné au troisième tour par les Saints de La Nouvelle-Orléans lors de la draft 2017 de la NFL. Ses deux premières saisons en NFL sous le maillot des Saints sont accomplies et font de lui une célébrité sportive.

## Biographie

### Carrière universitaire
Il rejoint l'université de l'Alabama en 2013 pour jouer avec leur équipe des Crimson Tide sous les ordres de l'entraîneur principal Nick Saban. Blessé au genou et en concurrence avec des futurs joueurs de la NFL tels que Derrick Henry, T. J. Yeldon et Kenyan Drake, il reçoit le statut de redshirt et ne joue donc pas la saison. 
Après la saison 2013, il quitte Alabama et rejoint le collège communautaire de Hutchinson, situé au Kansas. Il performe très bien avec l'équipe des Blue Dragons en accumulant un total de 1 469 yards et 21 touchdowns marqués,.
Il rejoint par la suite l'université du Tennessee en 2015 et s'aligne pour les Volunteers du Tennessee.

### Carrière professionnelle
Il est sélectionné par les Saints de La Nouvelle-Orléans au troisième tour, en 67e position, lors de la draft 2017 de la NFL.
Le 25 décembre 2020, il inscrit 6 touchdowns à la course lors du match joué contre les Vikings du Minnesota. Il égale ainsi les records de la NFL du plus grand nombre de touchdowns inscrits sur un match et du plus grand nombre de touchdowns inscrits à la course sur un match qui étaient détenus par Ernie Nevers (en) (28 novembre 1929), Dub Jones (en) (25 novembre 1951) et Gale Sayers (12 décembre 1965).
Jameis Winston étant blessé et ses deux quarterbacks remplaçants (Taysom Hill et Trevor Siemian) ayant été contrôlés positifs au Covid-19, c'est le rookie Ian Book qui devient titulaire au poste de quarterback chez les Saints le 23 décembre 2021. Bien que considéré comme très bon running back, Alvin Kamara est désigné pour occuper le poste de 2e quarterback pour le match du 27 décembre 2021 contre les Dolphins de Miami.

## Statistiques
| Année              | Équipe                        | MJ  |       | Courses | Courses | Courses | Courses |       | Passes réceptionnées | Passes réceptionnées | Passes réceptionnées | Passes réceptionnées |  | Fumbles | Fumbles |
| Année              | Équipe                        | MJ  | Nb.   | Yards   | Moy.    | TD      | Nb.     | Yards | Moy.                 | TD                   | Nb.                  | Perdus               |  |         |         |
| 2017               | Saints de La Nouvelle-Orléans | 16  | 120   | 728     | 6,1     | 08      | 81      | 826   | 10,2                 | 5                    | 1                    | 1                    |  |         |         |
| 2018               | Saints de La Nouvelle-Orléans | 15  | 194   | 883     | 4,6     | 14      | 81      | 709   | 08,8                 | 4                    | 1                    | 0                    |  |         |         |
| 2019               | Saints de La Nouvelle-Orléans | 14  | 171   | 797     | 4,7     | 05      | 81      | 533   | 06,6                 | 1                    | 4                    | 1                    |  |         |         |
| 2020               | Saints de La Nouvelle-Orléans | 15  | 187   | 932     | 5,0     | 16      | 83      | 756   | 09,1                 | 5                    | 1                    | 0                    |  |         |         |
| 2021               | Saints de La Nouvelle-Orléans | 13  | 240   | 898     | 3,7     | 04      | 47      | 439   | 09,3                 | 5                    | 0                    | 0                    |  |         |         |
| 2022               | Saints de La Nouvelle-Orléans | 15  | 223   | 897     | 4,0     | 02      | 57      | 490   | 08,6                 | 2                    | 4                    | 4                    |  |         |         |
| 2023               | Saints de La Nouvelle-Orléans | 13  | 180   | 694     | 3,9     | 05      | 75      | 466   | 06,2                 | 1                    | 0                    | 0                    |  |         |         |
| Totaux en carrière | Totaux en carrière            | 101 | 1 315 | 5 289   | 4,4     | 54      | 505     | 4 219 | 08,4                 | 23                   | 11                   | 6                    |  |         |         |

| Année              | Équipe                        | MJ |     | Courses | Courses | Courses | Courses |       | Passes réceptionnées | Passes réceptionnées | Passes réceptionnées | Passes réceptionnées |  | Fumbles | Fumbles |
| Année              | Équipe                        | MJ | Nb. | Yards   | Moy.    | TD      | Nb.     | Yards | Moy.                 | TD                   | Nb.                  | Perdus               |  |         |         |
| 2017               | Saints de La Nouvelle-Orléans | 2  | 21  | 066     | 3,1     | 1       | 05      | 072   | 14,4                 | 1                    | 0                    | 0                    |  |         |         |
| 2018               | Saints de La Nouvelle-Orléans | 2  | 24  | 086     | 3,6     | 0       | 15      | 131   | 08,7                 | 0                    | 0                    | 0                    |  |         |         |
| 2019               | Saints de La Nouvelle-Orléans | 1  | 07  | 021     | 3,0     | 1       | 08      | 034   | 04,3                 | 0                    | 0                    | 0                    |  |         |         |
| 2020               | Saints de La Nouvelle-Orléans | 2  | 41  | 184     | 4,5     | 1       | 05      | 037   | 07,4                 | 0                    | 0                    | 0                    |  |         |         |
| Totaux en carrière | Totaux en carrière            | 7  | 93  | 357     | 3,8     | 3       | 33      | 274   | 08,3                 | 1                    | 0                    | 0                    |  |         |         |

## Trophées et récompenses
- Joueur débutant de l'année par l'Associated Press (AP) : 2017
- Débutant offensif de l'année : 2017
- Sélectionné dans la meilleure équipe des débutants NFL (All-Rookie Team) : 2017
- Sélectionné pour le Pro Bowl : 2017, 2018, 2019 et 2020
- Sélectionné dans la seconde équipe All-Pro : 2017 et 2020

## Records
- Il est le premier joueur de l'histoire de la NFL a atteindre les 1 000 yards tant à la course et qu'à la réception lors de ses vingt premiers matchs.